# Antoni Gałecki
Antoni Gałecki (Łódź, 4 de juny de 1906 - Łódź, 14 de desembre de 1958) fou un futbolista polonès de la dècada de 1930.
Tota la seva carrera transcorregué al ŁKS Łódź. També jugà amb la selecció polonesa, amb la que disputà els Jocs Olímpics de 1936 i el Mundial de 1938.